# Morejská kronika
Morejská kronika (řecky Τὸ χρονικὸν τοῦ Μορέως) je delší text původem ze 14. století, jehož čtyři verze se dochovaly ve francouzštině, řečtině (ve verších), italštině a aragonštině. Na více než 9 000 řádcích popisuje kronika události a ustanovení feudálních vztahů na pevninském Řecku Franky, jak byli na východě nazýváni účastnící křížových výprav. Západoevropští křižáci se usadili na Peloponésu – v té době nazývaném Morea – po čtvrté křížové výpravě. Kronika pokrývá v zásadě období mezi lety 1204 až 1292 (v závislosti na verzi i pozdější). Uvádí významné podrobnosti o administrativní organizaci Achajského knížectví.

## Dochované textyMorejské kroniky
Řecký text je jediný, který se dochoval ve verších. Francouzské, italské a aragonské texty jsou psány v próze.

### Řecký text
Verše řeckého textu jsou psány v patnáctislabičném verši. Verše jsou přízvučné, ale nerýmované. Jsou psány hovorovou řečtinou té doby se zahrnutím několika francouzských slov.
Existují dva paralelní řecké texty, jakož i tři kopie:
- manuscript Havniensis 57 (14.–15. století, uložen v Kodani) se skládá z 9 219 veršů
  - manuscript Taurinensis B.II.I (uložen v knihovně v Turíně) úzce související s kodaňským textem
- manuscript Parisinus graecus 2898 (15.–16. století, uložen v Bibliothèque nationale de France v Paříži) obsahuje 8 191 veršů
  - manuscript Parisinus graecus 2753a
- manuscript Berniensis graecus 509 grec, obě kopie pařížské verze.

Nejstarší text se nachází v Kodani, jeho jazyk je nejarchaičtější. Pařížský, novější text je jazykově jednodušší a obsahuje méně cizích slov. Opisovač vynechal několik antihelénských narážek, čímž celkový text zmírňoval pohrdání Řeky.
Rozdíl asi jednoho století mezi kodaňskou a pařížskou verzí ukazuje v důsledku rychlého vývoje řečtiny velké množství jazykových rozdílů. Text kodaňské verze popisuje události jen do roku 1292.

### Francouzský text
Tento text je uchováván pod signaturou 15702 v Belgické královské knihovně a podle svého incipitu je znám pod názvem: Kniha o dobytí Konstantinopole a Římské říše a země Morejského knížectví (francouzsky C'est le livre de la conqueste de Constantinople et de l'empire de Romanie, et dou pays de la princée de la Morée).
Tato verze kroniky končí rokem 1304.

### Italský text
Cronaca di Morea je výtahem, který byl sestaven později než předchozí texty a obsahuje několik chyb. Jeho zdrojem je text řeckého rukopisu uloženého v Turíně.

### Aragonský text
Spis Libro de los fechos et conquistas del principado de la Morea byl sestaven z řecké verze a dalších pozdějších pramenů na konci 14. století (v roce 1393) na žádost velmistra johanitů Juana Fernandeze de Heredii a zahrnuje události až do roku 1393.

## Původnost textu
Původní text Morejské kroniky byl zřejmě ztracen. Ačkoli aragonské a italské texty byly jasně identifikovány jako pozdější, neexistuje žádný široce přijímaný konsensus o prioritě řeckého nebo francouzského textu.

## Autorství
Autorem původního textu kroniky byl pravděpodbně Frank nebo gasmul (řecky Gasmouloi - Frankořekové narození ze smíšených fransko-řeckých manželství; slovo má zřejmě původ ve francouzských slovech garçon, chlapec a moule, mezek). Obdivoval Franky a pohrdal místním obyvatelstvem a Byzantskou říší. Pozoruhodné je, že autor respektoval občanství byzantských Řeků a nazývá je Římany (řecky Ρωμαῖοι), jak je vidět zejména ve verších 1720–1738.

## Význam kroniky
Kronika je i přes určité historické nepřesnosti významná kvůli svému barvitému popisu života feudální společnosti a díky charakteru jazyka, který odráží rychlý přechod od středověké k novověké řečtině.
Podle Poleta je zřejmé, že kvůli autorově obdivu Franků a pohrdání byzantskou kulturou se Morejská kronika po odchodu Franků z Peloponésu nestala součástí lidové kultury a historie.
V kronice jsou zmíněny četné správní zákony a zvyky Achajského knížectví, což z ní činí významný zdroj o franském období v Řecku.

## Jazyk kroniky
Protože rok pádu Konstantinopole 1453 označuje symbolickou hranici mezi středověkou a moderní řečtinou, je Morejská kronika obecně řazena do středověké řečtiny. Kronika je však spolu s Ptochoprodromiky a akritskými eposy považována za počátek novořecké literatury.

## První tisky
První tištěné vydání kroniky vydal v roce 1840 J. A. Buchon. Obsahoval řecký text podle pařížského rukopisu. Buchon nazval knihu Kniha o dobytí Morey (řecky Βιβλίον της κουγκέστας του Μωραίως), což je název, který se od textu liší. Druhým tištěným vydáním kroniky byl řecký text podle kodaňského rukopisu, který vydal Buchon v roce 1845. V roce 1889 vydal John Schmitt oba texty kodaňského a pařížského rukopisu vedle sebe.

## Překlady
Překlad řeckého textu z roku 1964 pochází od Harolda E. Luriera.